# Katalanskans uttal och fonologi
| Katalansk fonologi |
| --- |
| Ljudprov på katalanska (kort presentation av Montjuïc). - Betydelse – uttalsreglerna i katalanska - Varianter – bl.a. mellan östkatalanska (inkl. baleariska), centralkatalanska (i bl.a. Barcelona) och västkatalanska (bl.a. i valencianska) |

Uttalet i katalanskan och dess fonologi – erbjuder både likheter och olikheter gentemot grannspråken spanska och franska. Dessutom skiljer sig en del uttal åt beroende på dialekt och varietet (valencianskan i söder har fler likheter med spanskan).

## Betoning och uttalsmarkörer
Katalanskans betoning liknar det i spanska, med några betydelsefulla skillnader. Det följer i stort sett fyra grundregler:
1. Vid ordslut på diftong betonas den sista stavelsen.
2. Vid ordslut på (enkel) vokal, (enkel) vokal + s, -en eller -in betonas den näst sista stavelsen.
3. I övriga ord betonas den sista vokalen/diftongen.
4. Undantag från ovanstående regler markeras med accenttecken, som exempelvis i sofà ('soffa'), jardí ('trädgård'), progrés ('framsteg'), París och sorprèn ('hen kommer').[1]

Till skillnad från i spanska sätts därför ingen betoningsaccent ut vid ord som passaran (spanska: pasarán, 'de kommer att passera') eller Maria (spanska: María), trots att de har samma betoning som i spanskan.
I katalanskan finns två olika ordaccenter – grav och akut.
1. [a], betonat [ɛ] och betonat [ɔ] har bara grav accent: à, è och ò.
2. [é], [í], [ó] och [ú] har bara akut accent: é, í, ó och ú.

Accenttecken används även i en- och tvåstaviga ord med samma stavning men olika betydelse och/eller uttal. Exempel:
- déu ('gud') – deu ('tio')
- dóna ('hen ger') – dona ('kvinna')
- féu ('hen har gjort') – feu ('ni gör', 'gör [ni]')
- nét ('barnbarn) – net ('ren')
- té ('hen tar') – te ('te')

Trema används i fyra olika situationer:
1. när i och u uttalas som separata vokaler och inte som del av diftong: raïm ('klase'), reüll ('sidoblick')
2. när i inte är stumt utan uttalas som vokal: reïx ('hen går ut igen')
3. när u inte är stumt utan del av diftong: aigües ('vatten', plural)
4. när i är vokaliskt och inte konsonantiskt: conduïa ('jag/hen körde')

## Vokaler
Katalanskan innehåller fonologiskt sju eller åtta olika vokalljud, beroende på dialekt. Där finns öppen, främre, icke-rundad (/a/), halvsluten, främre, icke-rundad (/e/), halvöppen, främre, icke-rundad (/ɛ/), sluten, främre, icke-rundad (/i/), halvsluten, bakre, rundad (/o/), halvöppen, bakre, rundad (/ɔ/), sluten, bakre, rundad (/u/) och mellanposition, central (/ə/). Den sistnämnda, ofta benämnd neutral vokal, saknas i de västligaste/södra dialekterna och förekommer endast i obetonad position i de centrala och östliga dialekterna; lokalt i baleariskan kan den neutrala vokalen även användas i betonad position. Den neutrala vokalens omfattande användning gör att många pluralformer av (feminina) substantiv kan låta likadant på spanska och katalanska; på spanska är då standardstavningen -as och på katalanska -es.
|                   | Främre                  | Central                 | Bakre                   |
| ----------------- | ----------------------- | ----------------------- | ----------------------- |
| Sluten            | \| i u e o (ə) ɛ ɔ a \| | \| i u e o (ə) ɛ ɔ a \| | \| i u e o (ə) ɛ ɔ a \| |
| Halvsluten        | \| i u e o (ə) ɛ ɔ a \| | \| i u e o (ə) ɛ ɔ a \| | \| i u e o (ə) ɛ ɔ a \| |
| Mellanposition    | \| i u e o (ə) ɛ ɔ a \| | \| i u e o (ə) ɛ ɔ a \| | \| i u e o (ə) ɛ ɔ a \| |
| Halvöppen         | \| i u e o (ə) ɛ ɔ a \| | \| i u e o (ə) ɛ ɔ a \| | \| i u e o (ə) ɛ ɔ a \| |
| Öppen             | \| i u e o (ə) ɛ ɔ a \| | \| i u e o (ə) ɛ ɔ a \| | \| i u e o (ə) ɛ ɔ a \| |
| i u e o (ə) ɛ ɔ a |                         |                         |                         |

## Konsonanter
Katalanskans konsonanter har likheter med både spanska och occitanska. Dessutom finns vissa uttalsskillnader beroende på dialekt. Bland likheterna med spanskan finns (i många dialekter) en tendens att i många sammanhang uttala bokstäverna 'b' och 'v' som /β/; dessutom uttalas ll som /ʎ/ och 'd' ofta som /ð/; . Bland likheterna med franskan finns uttal av 'j' samt 'g' före mjuk vokal som /ʒ/, av 'z' som /z/ plus nolluttal av många slutkonsonanter samt inledande 'h'.
| Bokstav | IPA                  | Exempel                                                               | Anmärkningar |
| ------- | -------------------- | --------------------------------------------------------------------- | --- |
| b       | /b/ /β/ /bb/ /p/ /-/ | bo arriba amable dissabte amb                                         | normalfallet (NF) NF vid -bl framför tonlös konsonant i final ställning                                                  |
| c       | /k/ /s/              | correus (post) cinc (fem)                                             | framför a, o, u eller konsonant i final ställning                                                                        |
| ç       | /s/ /z/              | començar (börja) feliçment (lyckligt)                                 | NF framför tonande konsonant                                                                                             |
| d       | /d/ /ð/ /t/ /-/      | demà (i morgon) vegades (gånger) fred (kall) records (inspelningar)   | |
| f       | /f/                  | agafa                                                                 | NF |
| g       | /g/ /ɣ/ /gg/ /ʒ/ /k/ | garatge (garage) agafa arreglar (reglera) girar (svänga) llarg (bred) | framför a, o, u eller konsonant efter vokal, frikativ, likvid framför e, i framför tonlös konsonant eller finalt         |
| gu      | /g/ /ɣ/              | guia digui                                                            | framför e, i efter vokal, frikativ, likvid                                                                               |
| h       | /-/                  | hola                                                                  | stumt |
| j       | /ʒ/                  | ja                                                                    | |
| k       | /k/                  | kurd                                                                  | endast i utländska lånord                                                                                                |
| l       | /l/                  | telefonar (ringa)                                                     | NF |
| l·l     | /ll/                 | pel·lícula (film)                                                     | NF |
| ll      | /ʎ/                  | ella (hon)                                                            | NF |
| m       | /m/                  | família (familj)                                                      | NF |
| n       | /n/ /ɲ/ ŋ /m/        | anar (gå) enginyer (ingenjör) 'encara confitura (sylt)                | NF framför palataler framför velarer och stumma g, c framför labialer                                                    |
| ny      | /ɲ/                  | sennyor (herre)                                                       | NF |
| p       | /p/ /-/              | aeroport (flygplats) comptar (räkna), camp (fält)                     | NF mellan m/n och en klusil/frikativ; i final ställning efter m                                                          |
| q qu    | /k/                  | quatre (fyra) aquesta (denna)                                         | framför /w/ framför e, i                                                                                                 |
| r       | /r/ /ɾ/ /-/          | records ara (nu) senyor                                               | NF intervokalt finalt i flerstaviga ord                                                                                  |
| rr      | /r/                  | arribo (jag anländer)                                                 | NF |
| s       | /s/ /z/ /-/          | seny casa (hus) aquest                                                | NF intervokalt i orden aquest och aquests                                                                                |
| ss      | /s/                  | pessetes (pesetas)                                                    | NF |
| t       | /t/ /d/ /-/          | taxi viatge urgent, curts                                             | NF intervokalt i konsonantgrupp framför tonande ljud i final ställning efter n eller l; mellan r och s i final ställning |
| v       | /b/ /β/              | vostè (Ni) avui (idag)                                                | NF efter vokal, frikativ, likvid                                                                                         |
| x       | /ks/ /ʃ/ /gz/        | taxi marxa exemple                                                    | (NF) efter konsonant eller i; initialt mellan initialt e och vokal/tonande konsonant                                     |
| z       | /z/                  | onze                                                                  | NF |